# 노드 형제단
노드 형제단(Brotherhood of Nod)은 종종 노드(Nod)나 형제단으로 불리며, 웨스트우드 스튜디오의 커맨드 앤 컨커 시리즈에 등장하는 비밀결사 집단이다. 노드 형제단은 설립된 연대는 정확하지 않지만(일부에서는 기원전 1800년에 설립되었다고 함) 그들이 문명의 역사가 시작된 이래로 가장 오래된 비밀 집단이라 주장하고 있다. 노드 형제단은 타이베리움이 유독하면서도 가치가 있으며 지구 방위 기구가 유일한 악이라고 주장하는 케인이라는 수수께끼의 사나이를 따르고 있다. 노드 형제단의 상징은 모서리가 깎인 삼각형 안에 전갈 꼬리가 웅크리고 있는 것으로, 검은색과 붉은색이 주가 된다.